# The Spokesman-Review
The Spokesman-Review est un quotidien américain publié à Spokane dans l'État de Washington depuis juin 1894. Il couvre les zones de l'Eastern Washington et du Nord de l'Idaho.